# Platja del Cortal de la Devesa
La platja del Cortal de la Devesa és una platja natural del municipi de Sant Pere Pescador (Alt Empordà), situada al golf de Roses, entre la platja del Cortal de la Vila, al nord, i la platja del Riuet, al sud, enfront del càmping La Ballena Alegre. És una de les vuit platges que formen el gran arenal de Sant Pere Pescador. Té una longitud de 1809 m i una amplada de 88 m, formada per sorres mitjanes, gruixudes, fines i graves, formant dunes de poca profunditat. Disposa de serveis de vigilància, salvament i socorrisme durant la temporada d'estiu. Disposa de 200 metres de zona habilitada per a la pràctica del kitesurf i són habituals les regates i els campionats, gràcies als forts vents de llevant que sovint bufen en aquesta zona. Per aquest motiu també és molt adequada per fer volar estels.